# Mint
《Mint》為日本歌手安室奈美惠於2016年5月18日發行的第44張單曲。

## 簡介
- 與上張實體單曲《Red Carpet》相隔約5個月的新作。
- 本次的主打單曲「Mint」為日劇「我的危險妻子」主題曲。日劇中「美麗卻令人生畏的妻子」與「被妻子玩弄於股掌中的丈夫」之描寫，加上吉他搖滾舞曲和讓人倍感冷酷沁涼的歌詞，如此切題的歌曲再次展現了安室的音樂新境地。
- 「Mint」的音樂錄影帶請來36位女舞者一同演出，也是安室史上最多舞者的一支音樂錄影帶。緊密且整齊的舞蹈充滿魄力，多種造型的轉換也是屬於安室獨特的看點。

## 發行版本
- CD ONLY
- CD+DVD

## 曲目

### CD
1. Mint
  - 富士電視台火10檔日劇「我的危險妻子」 主題曲
2. Chit Chat
3. Mint (Instrumental)
4. Chit Chat (Instrumental)

### DVD
1. Mint（Music Video）